# オーケアノス
オーケアノス（古希: Ωκεανός、古代ギリシア語ラテン翻字: Ōkeanos）は、ギリシア神話に登場する海神である。ティーターンの一族に属し、特に外洋の海流を神格化したものである。
ラテン語では、「Oceanus、オーケアヌス」。日本語では長母音を省略してオケアノスとも呼ぶ。女神テーテュースとの間に，3000の河川、3000の娘（ギリシア神話の水のニンフたち、オーケアニデス）をもうけたとされる。

## 概説
ウーラノスとガイアの息子でティーターン一族の長兄に当たる。同じティーターンの女神であるテーテュースとのあいだに、数3000、すなわち無数の娘をもうけたとされる。これをオーケアニデス（大洋の娘）と言う。アポロドーロスによれば、アシアー、ステュクス、エーレクトラー、ドーリス、エウリュノメーなどが大洋の娘であった。
更に テーテュースとのあいだに、3000を越える、河神の息子をもうけたとされる。
謀略を嫌う性格とされ、クロノスがウーラノスから王位を奪った時には、ティーターンの中でも、謀議に加わらなかったという。また、ティーターノマキアーの際にも、娘のステュクスに対し、いち早くゼウスに降伏するよう勧めた。

## 古代ギリシアの世界観

古代の世界観

ギリシア神話の世界観では、世界は円盤状になっており、大陸の周りを海が取り囲み、海流=オーケアノスがぐるぐると回っているとされた。それ故、神話においてオーケアノスの領域という言葉は、しばしば「地の果て」という意味で用いられる。
また、地上の全ての河川や泉の水は、オーケアノスの水が分かれて地下を通り、地上に現れると考えられていた（右の古代のアナクシマンドロスの世界観を絵にした地図で見る通り、世界は、大洋＝オーケアノスが周囲を取り囲み、真ん中に、エウローパ、アシアー、リビュアの三つの領域・大陸があることになっている）。
ギリシア神話における世界の創造説の一つとして、ホメーロスは、「オーケノアスは神々の親、万物の始まり」と歌っているが、アリストパネースは、「ニックス（夜）という黒い巨鳥が風によって孕み、銀色の卵を産み、この卵から金色の翼をもったエロースが生まれた時、天地が別れた」と歌っている。これらより広く知られているのは、ヘーシオドスの『神統記』における「初期は天地海が一色単となっていたカオス＝混沌の状態からガイア＝大地の女神が生まれ、ガイアは愛の女神エロース・暗黒の神エレボス・天の神ウーラノス・海の神ポントスなどを生み、その胸が神々の住所となった」とするものである。

## その他
- 英語で大洋を意味する「ocean（オーシャン）」は、オーケアノスの名に由来する。
- 真実の口はオーケアノスの顔とされる。
- 古代ギリシア人の娘が結婚前に川で水浴びをしたのは、オーケアノスの祝福を受け、豊かに生み出す力を授かるためだったとみられている（山室静 p.10）。
- OCEANUS - カシオ計算機の電波ソーラー腕時計のブランド。名前はオーケアノスに由来する[5]。